# Het Luntersche Buurtbosch

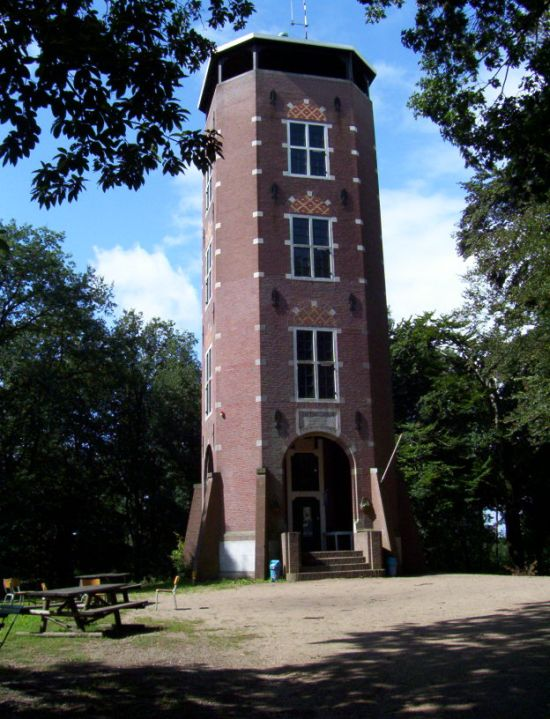
De Koepel in het Buurtbosch

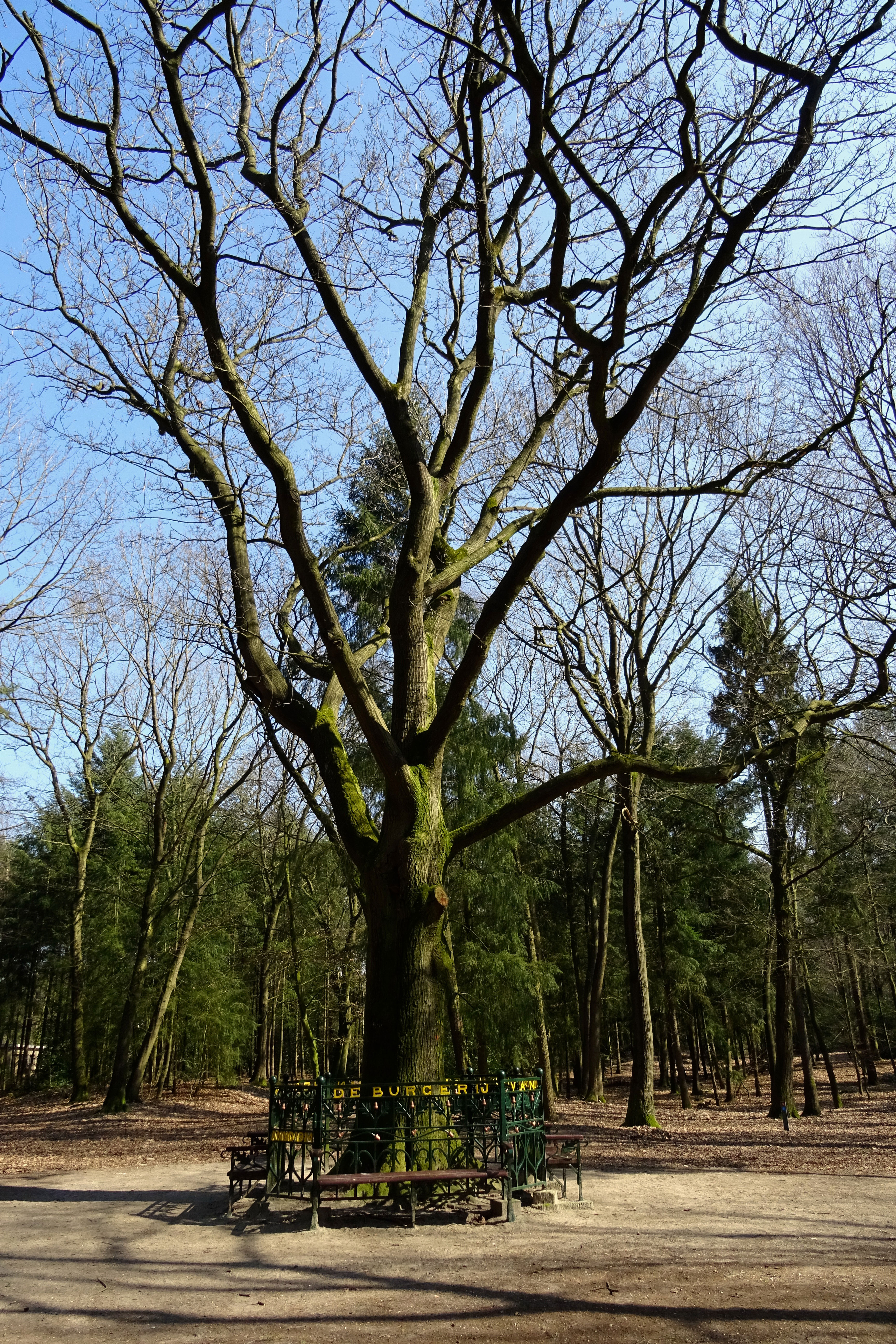
Gedenkboom en bank in het Buurtbosch

Het Luntersche Buurtbosch is een bosgebied ten oosten van Lunteren. Het is aangelegd in de jaren negentig van de negentiende eeuw door notaris J.H.Th.W. van den Ham (1822–1912). Bij het overlijden van Van den Ham ging het eigendom over op een stichting, die tot op heden het bos beheert.
Het bos strekt zich ruwweg uit langs de Boslaan in oostelijke richting, bijna tot aan de Hessenweg, met een uitloper in noordelijke richting tot aan de Engweg. Aan de zuidkant wordt het begrensd door de Lunterse Bosweg, Goorsteeg, Galgenbergweg en Molenweg. Het gebied beslaat circa 135 ha.

## Voorgeschiedenis
Al in 1848 en 1849 had het Buurtbestuur op kleine schaal bos laten planten in het gebied. Ook in 1862 werd op voorstel van de burgemeester zes ha woeste grond bebost. Bij deze, en enkele andere verspreide initiatieven tot bebossing van de heide bleef het. Notaris Van den Ham was van mening dat de woeste gronden een bron van werkverschaffing voor het dorp konden vormen als ze zouden worden bebost. Daartoe moest dan wel het oude gemeenschappelijke grondbezit worden beëindigd. De heidevelden ten oosten van Lunteren waren gemeenschappelijk bezit van 'Buurschap Lunteren en Meulunteren'. Er werd op kleine schaal grind en zand afgegraven, er werd heide geplagd, er werden schapen geweid en bijenkorven uitgezet. Deelgerechtigheid in de buurschap was gebaseerd op het aantal geslachten of het aantal jaren dat men in de kerkboeken was ingeschreven of op het aantal stenen woningen dat men in bezit had. Een andere bestemming aan de heide geven door deze te verpachten of in persoonlijk gebruik te geven was onmogelijk volgens het statuut van de buurschap.

## Van gemeenschapsgrond naar private grond
De oplossing moest volgens Van den Ham komen van de verdeling van de gemeenschappelijke grond in persoonlijk eigendom van de deelgerechtigden. Met de totstandkoming van de Markewet in 1886 werd het mogelijk tot verdeling van de gronden over te gaan. Het zou nog tot 9 december 1890 duren voordat door notaris Fischer de 'Acte van Verdeeling van de Buurt van Lunteren' werd getekend.

## Het Buurtbosch
Van den Ham – in Lunteren bekend als 'de oude notaris' – liet vervolgens weten dat iedereen die zijn stukje grond wilde verkopen voor 40 tot 50 gulden per hectare bij hem terechtkon. Hij kreeg al snel grote stukken heide in bezit. Zijn belangstelling ging vooral uit naar de heide op en rond de Hoge Berg en de Galgenberg. Die achtte hij niet geschikt voor landbouw, maar wel voor bebossing. Hij verwierf in korte tijd ongeveer 130 ha.
Hij maakte een bebossingsplan dat gebaseerd was op paden in een bladervorm. Langs de paden kwamen loofhoutsingels. Daartussen werd grove den geplant. In totaal werden 600.000 dennen en 100.000 loofbomen geplant. Van den Ham hield zelf toezicht op de werkzaamheden, die werden uitgevoerd door arbeiders uit de omgeving, die op die manier in de winter extra arbeid en inkomen hadden.

## Van private grond weer naar gemeenschapsgrond
Na het overlijden van notaris Van den Ham in 1912 bleek dat hij in zijn testament alle gronden die hij van de buurtschap had gekocht en bebost, weer terug wenste te geven aan de Lunterse gemeenschap. Daartoe moest volgens zijn testament de stichting 'Het Luntersche Buurtbosch' worden opgericht:
Aan deze Stichting maak en legateer ik bij dezen: 1. In vollen eigendom al de tot genoemd Buurtbosch behoorende mij toebehoorende gronden, afkomstig van de voormalige Buurt van Lunteren en Meulunteren, bestaande in dennen-bosschen, omringd van randen met loofhout en loofhoutboschjes, paden en wegen, steenen koepel enz., gelegen in sectie B.K. en C. van de kadastrale Gemeente Lunteren, thans bekend onder den naam van Het Buurtbosch met al de daaraan verbonden regten en geregtigheden. 2. Eene som van drieduizend gulden om de renten daarvan tot onderhoud van het bosch aan te wenden.
De eerste bestuursleden van de stichting waren:
- notaris Rutgerus Dinger
- Wouterus Wilbrink
- M. A. Pannenborg

De stichting 'Het Luntersche Buurtbosch' wordt bij beheer, onderhoud en exploitatie van het bos (financieel) ondersteund door de vereniging 'Vrienden van het Luntersche Buurtbosch'. Deze vereniging is met 1.250 leden een van de grootste van Lunteren.

## Rijksmonument
Het bos is sinds 2005 geregistreerd als rijksmonument. Ook de uitkijktoren de Koepel en de gedenkboom die in 1914 geplant werd op een open plek in het bos, een Amerikaanse eik, met daaromheen een smeedijzeren hek met aan vier zijden banken (de gedenkbank), zijn onderdeel van het complex dat opgenomen is in het rijksmonumentenregister.

### De Koepel
Toen notaris Van den Ham begon met het aanleggen van het Buurtbosch liet hij op de Galgenberg van 33 meter hoog eerst een theehuisje bouwen. Later bouwde hij op dezelfde plaats een stenen koepeltje met een rieten puntdak. Hij gebruikte deze gebouwtjes als uitvalsbasis voor zijn inspectietochten. In 1913 werd het gebouw opnieuw uitgebreid, naar een ontwerp van W.O.J. Nieuwenkamp. Het kreeg nu het karakter van een uitzichttoren. In de jaren 1960 werd de toren verhoogd tot 22 meter, zodat het mogelijk bleef over de bomen uit te kijken.
De toren, die met een trap van 93 treden kan worden beklommen, heeft op verschillende etages een expositieruimte. Vanuit het hoogste punt is er uitzicht op de Utrechtse Heuvelrug, met bij helder weer zicht op de televisiezendmast bij Hilversum en de Pyramide van Austerlitz. In 2009 is de Koepel opnieuw gerestaureerd. 